# Juan Andrés Dabán y Busterino
Juan Andrés Dabán y Busterino (10 de octubre de 1724, Almunia de San Juan - 24 de abril de 1793, Badajoz) fue un militar y político español. Fue gobernador y capitán general de la Capitanía General de Puerto Rico desde 1783 hasta 1789. Su administración es considerada como una de las mejores del siglo XVIII.

## Biografía

### Carrera Militar
Nació en 1724 en una familia de origen vasco en el Alto Aragón. Como su padre, el capitán Don Juan Dabán, se alistó en el ejército español en 1743, ingresando como voluntario a la infantería de Aragón, regimiento de granaderos donde fue destinado a Lombardía y Piamonte, al norte de Italia donde participó en diferentes batallas hasta el 1748. Desde 1749 hasta el 1752 estuvo en el norte de África y en 1757 fue ascendido a capitán y se le asignó el 2.º batallón de infantería del regimiento de Aragón. En 1762 participó en la Batalla de La Habana entre España y Reino Unido que supuso dos años de ocupación Británica hasta el tratado de París. Dabán sobrevivió a la invasión siendo llamado Inspector de Tropas de Cuba. El 1764 fue promocionado a sargento mayor y el 1766 a teniente coronel. Desde 1766 hasta 1771 trabajó bajo las órdenes del Gobernador de Cuba Antonio María Bucareli y Ursúa y en 1770 fue nombrado tesorero del Real Tesoro en Madrid. Más tarde fue enviado como inspector de tropas a Cuba, donde en 1776 contrajo matrimonio con Doña María Catalina de Urrutia y Montoya, la hija del alcalde de La Habana, Don Bernardo de Urrutia y Matos.

### Gobernador y capitán general de la Capitanía General de Puerto Rico
Ya como coronel, Don Juan Andrés Dabán y Busterino ejerció como Gobernador y Capitán General de Puerto Rico desde 1783 a 1789. Como gobernador se distinguió por su eficiencia y rapidez en hacer frente a los desastres naturales, como los huracanes. Además, fue el primer gobernador que cruzó completamente la isla con la intención de conocerla mejor, así como a sus habitante, lo que aumentó su popularidad.
Por otro lado, el coronel Dabán instauró el primer servicio postal al usar a la milicia para llevar el correo. Además, ordenó la pavimentación de las calles del Viejo San Juan con las piedras de lastre de los barcos mercantes. Esta piedra azul era previamente extraída de las islas Canarias para ser cargada en las embarcaciones y almacenada en el puerto de San Juan. Los cantos fueron cortados en adoquines y dispuestos a lo largo de la pequeña ciudad. El precioso empedrado azul puede disfrutarse aún hoy en día en algunas de sus calles.
En 1787 ordenó hacer un censo y estableció la Real Fábrica de Comercio, una empresa dedicada a las nuevas políticas económicas adoptadas por el Imperio Español. La compañía exportaba principalmente tabaco a los Países Bajos.
A petición suya el 20 de mayo de 1789 se fue de Puerto Rico de regreso a la península. En 1792 Don Juan Andrés fue ascendido a Mariscal de Campo y ejerció de Gobernador de Badajoz. Falleció un año más tarde el 24 de abril de 1793 con 68 años .